# فهرست فرودگاه‌های تیمور شرقی
این مقاله شامل فهرست فرودگاه‌های تیمور شرقی است که بر پایهٔ مکان قرارگیری آن‌ها مرتب شده است.

## فرودگاه‌ها
| شهر           | ایکائو | یاتا | نام فرودگاه                                             |
| ------------- | ------ | ---- | ------------------------------------------------------- |
| Atauro Island | WPAT   | AUT  | Atauro Airport                                          |
| بائوکائو      | WPEC   | BCH  | فرودگاه بائوکائو                                        |
| دیلی          | WPDL   | DIL  | فرودگاه بین‌المللی پرزیدانت نیکولو لوباتو (Comoro Int'l) |
| Fuiloro       | WPFL   |      | Abisu Airfield                                          |
| Maliana       | WPMN   | MPT  | Maliana Airport                                         |
| Oecussi       | WPOC   | OEC  | Oecussi Airport                                         |
| Suai          | WPDB   | UAI  | فرودگاه ترسوای (Covalima Airport)                       |
| Viqueque      | WPVQ   | VIQ  | Viqueque Airport                                        |